# Ritto
Ritto (栗東市 -shi) é uma cidade japonesa localizada na província de Shiga.
Em 2003 a cidade tinha uma população estimada em 57 297 habitantes e uma densidade populacional de 1 086,20 h/km². Tem uma área total de 52,75 km².
Recebeu o estatuto de cidade a 1 de Outubro de 2001.